# Zalew Grabina
Zalew Grabina lub zapora wodna Grabina (czes. Těšínská přehrada, Vodní nádrž Hrabinka) – zbiornik zaporowy, który powstał dzięki wybudowaniu Zapory Cieszyńskiej na potoku Grabina w granicach administracyjnych miasta Czeskiego Cieszyna. Budowę realizowała w latach 1953–1954 firma Třinecké stavby, która w zbiorniku wybudowała basen o wymiarach 50 x 25 metrów. Zapora służy mieszkańcom Cieszyna jako miejsce rekreacyjne i wypoczynkowe.

## Historia
Zbiornik wodny w latach 50. XX wieku otaczały plaże, działała wypożyczalnia kajaków oddziału Třinecké železárny, wypoczywający mieli szatnie i restaurację. Cieszył się tak dużą popularnością, że roku 1962 odbyły się tu pierwsze zawody wędkarskie, w 1966 r. międzynarodowe wyścigi kajakowe, później łódek motorowych, a także zawody modelarskie. Z powodu dużego zainteresowania zalew w roku 1983 został opróżniony i zrewitalizowany. Wybudowano nowy przelew wodny, wybetonowano lewy brzeg wodny i wybudowano plażę o długości 700 metrów. Jednak po ponownym napełnieniu w roku 1986 nie było już takiego zainteresowania, jakiego wszyscy oczekiwali. W 2007 r. zaczęły się kolejne prace rewitalizacyjne.
W okolicach zalewu znajduje się jedno z najstarszych rekreacyjnych miejsc Czeskiego Cieszyna, las Grabina, którego historia sięga aż do połowy XVI wieku. W  lesie tym cieszyński książę Adam Wacław II miał zwierzyniec i hodował w nim daniele.
W roku 2020 czesko-cieszyńskie harcerstwo ,,Opty" obchodziło na terenach Grabiny swoją 30. letnią rocznicę.
Zimą roku 2021, po długiej przerwie, mieszkańcy Czeskiego Cieszyna ponownie jeździli na łyżwach po powierzchni zbiornika.